# ساشا سان
دیمیتری شاوروف (به لیتوانیایی: Dmitrijus Šavrovas) (متولد ۱۸ سپتامبر ۱۹۸۳ در ویلنیوس, لیتوانی) که با نام‌های ساشا سانگ(به انگلیسی: Sasha Song) و ساشا سان(به انگلیسی: Sasha Son) نیز شناخته می‌شود. خواننده اهل لیتوانی است که در یوروویژن ۲۰۰۹ نماینده لیتوانی بود. در این مسابقه با ترانه عشق در مکان ۲۳م جای گرفت.